# Francisco Linares Alcántara
Francisco de Paula Linares Alcántara (Turmero, 13 aprile 1825 – La Guaira, 30 novembre 1878) è stato un politico venezuelano.
È stato Presidente del Venezuela dal 27 febbraio 1877 al 30 novembre 1878.